# Taxeotis reserata
Espèce
Taxeotis reserata est une espèce d'insectes papillons de la famille des Geometridae vivant en Australie.